# ماه سرکش
ماه سرکش - قسمت اول: فرزند آتش (انگلیسی: Rebel Moon – Part One: A Child of Fire) که با عنوان ماه سرکش یا ربل مون (به انگلیسی: Rebel Moon) نیز شناخته می‌شود، یک فیلم اپرای فضایی حماسی آمریکایی محصول ۲۰۲۳ به کارگردانی زک اسنایدر است. فیلمنامهٔ آن را اسنایدر با شی هتن و کرت جانستاد نوشته است و بر پایهٔ داستانی اثر اسنایدر با جانستاد است. گروهی از بازیگران از جمله صوفیا بوتله، چارلی هونام، میخیل هایسمان، جایمن هانسو، به دونا، ری فیشر، کلوپاترا کولمن، جنا مالون، فرا فی، اد اسکرین، و آنتونی هاپکینز در آن ایفای نقش می‌کنند.
ماه سرکش در ۱۵ دسامبر ۲۰۲۳ انتشار سینمایی محدودی در ایالات متحده داشت و در ۲۱ دسامبر از طریق نتفلیکس پخش شد. این فیلم با نظرات منفی منتقدان مواجه شد. دنباله فیلم با عنوان ماه سرکش – قسمت دوم: زخم‌زننده در ۱۹ آوریل ۲۰۲۴ منتشر شد.

## موضوع
یک مستعمرهٔ صلح‌آمیز در لبهٔ کهکشان توسط ارتش یک نایب‌السلطنه ظالم به نام بالیساریوس تهدید می‌شود. غیرنظامیان ناامید، زن جوانی را که گذشته‌ای مرموز دارد، می‌فرستند تا به دنبال جنگجویان از سیارات مجاور بگردد تا به آنها کمک کند تا با نایب السلطنه مبارزه کنند.

## داستان
آتیکوس نوبل، دریاداری ستم‌پیشه از امپراتوری نظامی «امپریوم»، به روستایی در کرهٔ وِلد (از کلمه‌ای آلمانی به معنای کشتزار) می‌رسد که تحت فرمانروایی «جهانِ مادر» است؛ امپراتوری‌ای فراکهکشانی که با انگیزهٔ کشورگشایی و جنگی چندقرنه به پیش می‌رود. او اعلام می‌کند که نیروهایش در پی یافتن گروهی از شورشیان به رهبری خواهر و برادر، دِورا و دَریان بلاداَکس (به معنی: خونین‌تَبَر)، هستند و پیشنهاد می‌دهد مازاد غلّهٔ روستا را بخرد. رهبر روستا، سیندری، می‌گوید که مردم حتی برای زنده ماندن هم به‌سختی غذا دارند و پیشنهاد او را رد می‌کند. گونار، یکی از کشاورزان که به هشدارهای پیشین سیندری و کورا (یک زن کشاورز با سابقه جنگی) بی‌توجهی کرده، می‌گوید که شاید غلهٔ بیشتری در دست باشد. نوبل سیندری را می‌کشد و به گونار دستور می‌دهد که ظرف ده هفته غله را برایشان آماده کند، که این کار مردم روستا را در گرسنگی رها خواهد کرد. نوبل می‌رود، اما چند سرباز و یک ربات «جیمی» را برای نظارت بر برداشت محصول در روستا باقی می‌گذارد. پس از آزار و اذیت سام، یکی از دختران زیبای روستا، توسط یک سرباز، جیمی (ربات) به او علاقه‌مند می‌شود و نشانه‌هایی از جدایی از امپریوم را بروز می‌دهد. کورا سربازانی را می‌بیند که در حال آماده‌سازی تجاوز به سام هستند، و با کمک آریس (سربازی که از رفتار همقطارانش منزجر شده)، آن‌ها را می‌کشد. جیمی نیز وارد عمل می‌شود و با نجات دادن سام، رسماً از امپریوم جدا می‌شود. کورا که سابقه جنگی دارد به روستاییان هشدار می‌دهد که آمادهٔ دفاع شوند، زیرا می‌داند که نوبل هنگام بازگشت همه‌شان را خواهد کشت.
کورا و گونار رهسپار بندر «پراویدنس» می‌شوند تا جنگجویانی برای دفاع از روستا بیابند، از جمله تیتوس، ژنرال رسوای پیشین امپریوم. در این سفر، کورا به گونار می‌گوید که زمانی سرباز امپریوم بوده، و پس از قتل‌عام خانواده‌اش توسط فرماندهٔ امپریوم به نام بالیساریوس، این فرماندهٔ خونریز او را زنده گذاشت و با خود برد و سپس به فرزندی پذیرفت و نامش را «آرته‌لایس» گذاشت. کورا سپس به عنوان محافظ شاهزاده‌خانم ایسا، دختر «جهانِ مادر»، منصوب شد؛ کسی که امید می‌رفت به فتوحات امپریوم پایان دهد. اما ایسا و خانواده‌اش ترور شدند و بالیساریوس خود را نایب‌السلطنه اعلام کرد و فتوحات را ادامه داد.
آن‌ها در پراویدنس با کای، قاچاقچی و تبهکاری آشنا می‌شوند که موافقت می‌کند آن‌ها را نزد تیتوس ببرد. کای آن‌ها را به استخدام تاراک (طارق)، جنایتکار سابقی که با پیوند با یک پرندهٔ هما-مانند به نام بِنّو خود را از بردگی رهانده، و همچنین نمسیس، زن شمشیرزن سایبورگ، می‌برد. این گروه به میدان گلادیاتورها در قمری دیگر می‌رسند و تیتوس را در حال مستی می‌یابند. تیتوس ابتدا نمی‌پذیرد، اما پس از آن‌که کورا از کشته‌شدن سربازانش سخن می‌گوید، برای انتقام همراه می‌شود. گروه سپس با استفاده از آشنایی قبلی گونار با بلاداکس‌ها، به سیارهٔ شاران می‌روند. دَریان بلاداکس، که همراه به خواهرش دِورا رهبری شورشیان را برعهده دارد، قبول می‌کند که از روستا دفاع کند و شماری از شورشیان، از جمله میلیوس، را همراه می‌آورد، ولی دِورا که باور ندارد پیروزی در برابر ناوشکن نوبل ممکن باشد، نمی‌پذیرد. پس از خروج گروه، نوبل به شاران می‌رسد و در انتقام همکاری‌اش با شورشیان، جمعیت آن را نابود می‌کند.
کای به کورا می‌گوید که تحت‌تأثیر مأموریت او قرار گرفته و قصد دارد قاچاق را کنار بگذارد، اما پیش از آن باید یک محمولهٔ دیگر را تحویل دهد. او گروه را به یک مرکز مبادلهٔ ثبت‌نشده می‌برد، جایی که سفینهٔ شخصی نوبل نیز آنجاست. کای آن‌ها را به نوبل تحویل می‌دهد و فاش می‌کند که از ابتدا قصد داشته آن‌ها را در ازای جایزه بفروشد. نوبل کورا و تیتوس را فراری، تاراک را شاهزادهٔ پیشین، و نمسیس را قاتل شانزده افسر امپریوم و محافظانشان می‌نامد که برای انتقام فرزندانش دست به قتل زده است. کای از گونار می‌خواهد کورا را فلج کند، اما گونار او را آزاد کرده، کای را می‌کشد. در نبردی که درمی‌گیرد، سایر جنگجویان آزاد می‌شوند. دَریان و نوبل در نبرد کشته می‌شوند؛ نوبل به دست کورا. سپس، کورا و گونار با جنگجویان باقی‌مانده به ولد بازمی‌گردند و جیمی در راه آن‌ها را تماشا می‌کند.
جسد نوبل به دست نیروهای «جهانِ مادر» افتاده، و او پس از گفت‌وگو با بالیساریوس در یک «ساحت اثیری»، دوباره زنده می‌شود. بالیساریوس از او می‌خواهد که شورش را سرکوب کرده و کورا را زنده نزد او بیاورد تا خودش اعدامش کند.

## بازیگران
- صوفیا بوتله در نقش کورا
- چارلی هونام
- ری فیشر در نقش بلاد اَکس
- جایمن هانسو در نقش ژنرال تیتوس
- بائه دونا
- استاز نیر
- آلفونسو هررا
- جنا مالون
- استوارت مارتین
- اد اسکرین در نقش بالیساریوس
- کری الویس
- کوری استول
- کلوپاترا کولمن
- میخیل هایسمان
- ای. دافی در نقش میلیوس
- شارلوت مگی
- اسکای یانگ
- رایان ریس
- آنتونی هاپکینز

## تولید

### توسعه
این فیلم از آثار آکیرا کوروساوا و فیلم‌های جنگ ستارگان الهام گرفته شده است. ماه سرکش همچنین به عنوان فیلمی از جنگ ستارگان شروع ساخت شد که اسنایدر در فاصله زمانی بین پایان سه‌گانه پیش‌درآمد در سال ۲۰۰۵ و فروش لوکاس فیلم به شرکت والت دیزنی در سال ۲۰۱۲ به لوکاس فیلم ارائه شده بود. این ایده قرار بود برداشتی بالغ‌تر از دنیای جنگ ستارگان باشد. پس از خرید، پروژه توسط تهیه‌کننده اریک نیومن و اسنایدر، ابتدا به عنوان یک سریال تلویزیونی اصلی دوباره توسعه یافت و اما بعداً به یک فیلم تبدیل شد.

### نقش‌ها
در ۲ نوامبر ۲۰۲۱، اعلام شد که صوفیا بوتله برای بازی در این فیلم انتخاب شده است. در ۹ فوریه ۲۰۲۲، چارلی هونام، جایمن هانسو، ری فیشر، جنا مالون، استاز نیر و بائه دونا به بازیگران پیوستند. اواخر همان ماه، استوارت مارتین و روپرت فرند به پروژه پیوستند. در ۸ آوریل ۲۰۲۲، کری الویس، کوری استول، میخیل هایسمان و آلفونسو هررا به بازیگران پیوستند. در ۱۶ می ۲۰۲۲، اعلام شد که اد اسکرین به دلیل درگیری‌های برنامه‌ریزی جایگزین فرند به عنوان آنتاگونیست اصلی فیلم شده است و کلئوپاترا کولمن، فرا فی و رین ریس به پروژه ملحق شدند.

### فیلمبرداری
فیلمبرداری از ۱۹ آوریل ۲۰۲۲ آغاز شد، و اسنایدر اولین تصاویر از مجموعه را در آن روز در توییتر به اشتراک گذاشت. فیلمبرداری این فیلم تا ۴ نوامبر ۲۰۲۲، با ۱۱۷ روز فیلمبرداری در کالیفرنیا ادامه داشت، تا از ۸۳ میلیون دلار در هزینه‌های واجد شرایط و مشوق‌های مالیاتی استفاده کند.

## بازخورد
در وبگاه جمع‌آوری نقد راتن تومیتوز، ٪۲۲ از ۱۸۲ بررسی منتقدان مثبت است، و میانگینِ امتیاز آن ۴٫۲/۱۰ است. اجماع این وبگاه چنین می‌نویسد: «ماه سرکش - قسمت اول: فرزند آتش ثابت می‌کند که زک اسنایدر استعداد بصری خود را از دست نداده است، اما آب‌نبات چشمی برای جبران خط داستانی متشکل از موضوعات مختلف علمی تخیلی/فانتزی کافی نیست.» این فیلم در متاکریتیک که از میانگین وزنی استفاده می‌کند، بر اساس نظر ۴۰ منتقدین امتیاز ۳۱ از ۱۰۰ را کسب کرده که نشان‌گر «نقدهای عموما نامطلوب» است. نقدهای اولیه فیلم عمدتاً منفی بودند، که از سکانس‌های جهان‌سازی و اکشن آن ستایش کردند، اما داستان‌سرایی، توسعه شخصیت و ماهیت مشتق‌شدهٔ آن را نقد کردند.

## آینده
اسنایدر در مورد آینده این فیلم به عنوان یک فرنچایز گفت: «امید من این است که این ایده نیز به یک مالکیت فکری عظیم و جهانی تبدیل شود که بتوان آن را ساخت.» در ۹ فوریه ۲۰۲۲ اعلام شد که ماه سرکش یک فیلم دو قسمتی خواهد بود و هر دو قسمت پشت سر هم فیلمبرداری خواهند شد.